# Giacobbe Abarbanel
Giacobbe Abarbanel (fl. XVI secolo) è stato un banchiere italiano del XVI secolo.

## Biografia
Appartenente alla famiglia ebraica degli Abarbanel, Giacobbe era figlio di Samuele, finanziere del viceré di Napoli Pedro Álvarez de Toledo.
Alla cacciata della comunità ebraica di Napoli del 1541, si trasferì con il padre nel nord Italia, diventando banchiere di Cosimo I de' Medici a Ferrara. Fu Giacobbe a consigliare a Cosimo nel 1551 di accogliere ebrei sefarditi dalla penisola iberica, per favorire gli scambi commerciali mediterranei con il Levante, dando così sviluppo alle comunità ebraiche di Livorno, di Pisa e di Firenze.